# Кодесмаа
Кодесмаа (ест. Kodesmaa) — село у волості Пиг'я-Пярнумаа, повіту Пярнумаа.
| Естонія | Це незавершена стаття з географії Естонії. Ви можете допомогти проєкту, виправивши або дописавши її. |